# Chunra villa
Chunra villa är en insektsart som beskrevs av Webb 1983. Chunra villa ingår i släktet Chunra och familjen dvärgstritar. Inga underarter finns listade i Catalogue of Life.